# Pseudomys delicatulus
Il topo australiano delicato (Pseudomys delicatulus  Gould, 1842) è un roditore della famiglia dei Muridi diffuso in Australia e Nuova Guinea.

## Descrizione
Roditore di piccole dimensioni, con la lunghezza della testa e del corpo tra 50,2 e 61,7 mm, la lunghezza della coda tra 61,1 e 84,1 mm, la lunghezza del piede tra 15,2 e 17,2 mm, la lunghezza delle orecchie tra 10,6 e 12,8 mm e un peso fino a 12 g.

Il corpo è gracile. Le parti superiori variano dal bruno-giallastro al grigio-giallastro, con dei riflessi più accesi sul muso e lungo i fianchi. Sono presenti degli anelli scuri intorno agli occhi, grandi e sporgenti. Le guance sono bianche. Le parti ventrali sono bianco-giallastre, con la base dei peli grigia, tranne che sul petto. La coda è più lunga della testa e del corpo, marrone chiaro sopra, bianca sotto. Sono presenti 24-25 anelli di scaglie per centimetro. La pianta dei piedi ha dei peli e dei piccoli granuli tra i cuscinetti posteriori. Il cariotipo è 2n=48 FN=56-58.

## Biologia

### Comportamento
È una specie notturna e terricola. Costruisce tane semplici o si rifugia in alberi caduti

### Alimentazione
Si nutre principalmente di semi, frutta, parti vegetali e alcuni insetti

### Riproduzione
Si riproduce durante tutto l'anno se le condizioni ambientali sono favorevoli. Le femmine danno alla luce 2-4 piccoli ogni 5 settimane. I giovani diventano indipendenti dopo 3-4 settimane.

## Distribuzione e habitat
Questa specie è diffusa nella Nuova Guinea sud-orientale, Australia settentrionale e orientale ed alcune isole vicine.
Vive in zone erbose su terreni sabbiosi e ben drenati. Può sopravvivere anche in savane alberate degradate e convertite al pascolo.

## Tassonomia
Sono state riconosciute 2 sottospecie:
- P.d.delicatulus: Nuova Guinea sud-orientale, Australia Occidentale settentrionale, Territorio del Nord, Queensland, Nuovo Galles del Sud, Melville Island;
- P.d.mimulus (Thomas, 1926): Groote Eylandt, Isole Fraser e Bigge.

## Conservazione
La IUCN Red List, considerato il vasto areale, la presenza in diverse aree protette, la popolazione numerosa e la tolleranza al degrado del proprio habitat, classifica P.delicatulus come specie a rischio minimo (Least Concern).